# Sh2-278
Sh2-278 è una nebulosa a emissione visibile nella costellazione di Orione.

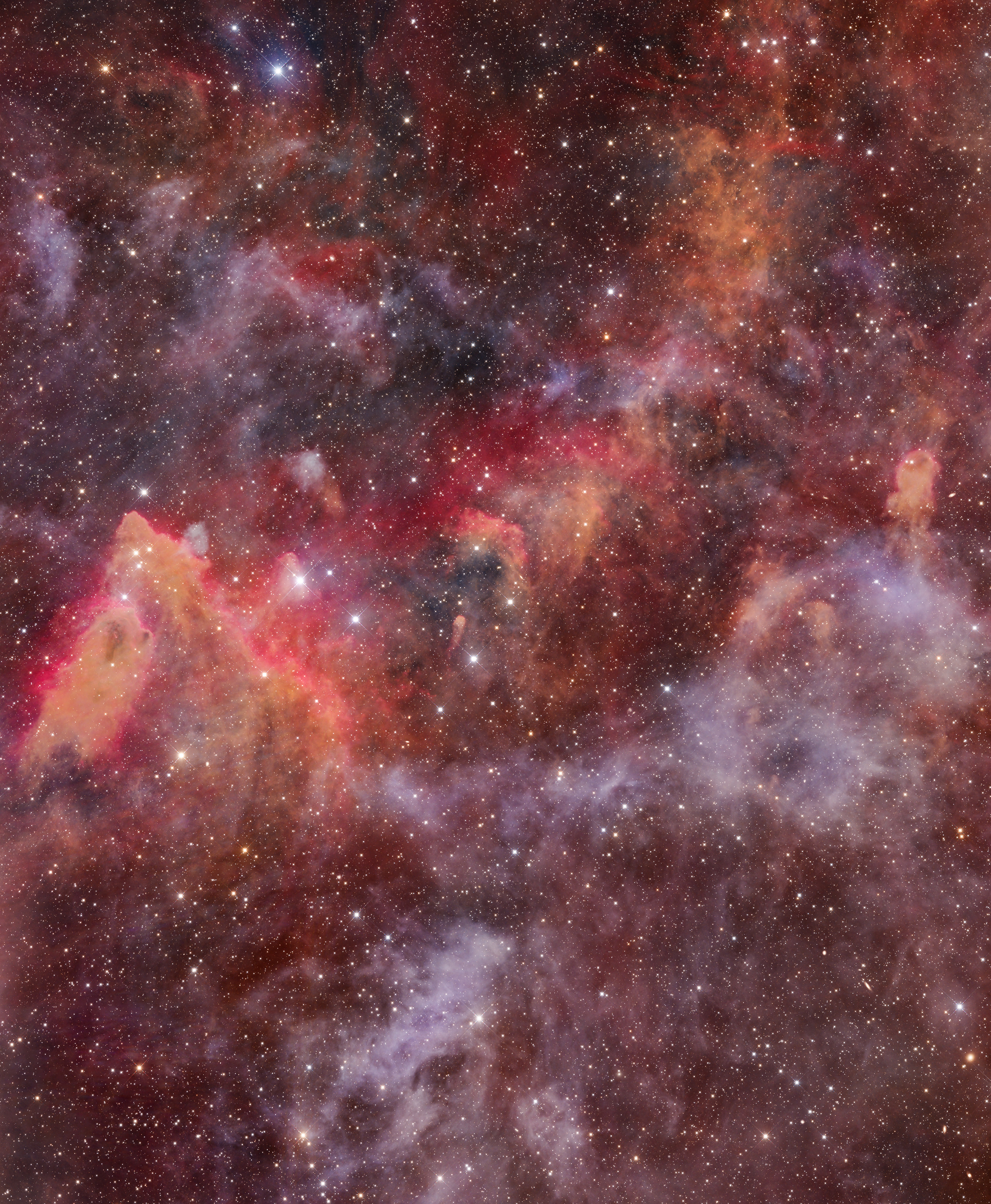
The environs of SH2-278 (on the left).

Si osserva nella parte occidentale della costellazione, circa 3° ad ovest della Nebulosa di Orione e 3° a NNE della brillante stella Rigel, la più luminosa di Orione; può essere fotografata facilmente attraverso un telescopio amatoriale di media potenza munito di appositi filtri, anche se sono necessarie lunghe pose. Trovandosi a soli 5° di declinazione sud, può essere osservata da tutte le aree popolate della Terra con facilità; il periodo più propizio per la sua osservazione nel cielo serale va da dicembre ad aprile.
Si tratta di un frammento delle nubi di gas che costituiscono il complesso nebuloso molecolare di Orione; come le altre nubi periferiche del complesso, anche questa mostra dei segni di erosione a causa dell'onda d'urto causata dal vento stellare delle brillanti stelle di classe spettrale O e B appartenenti all'associazione Orion OB1, che ne sono anche la fonte di ionizzazione. Fondamentalmente la nebulosa è costituita da due chiome di gas dall'aspetto cometario, con la testa rivolta verso l'associazione e la chioma in dispersione rivolta dalla parte opposta. Parte del gas che compone la nube non è ionizzata, restando dunque oscura, mentre altre parti sono invece illuminate ma non ionizzate, brillando quindi per riflessione.